# Dicranomyia cubitalis
Dicranomyia cubitalis är en tvåvingeart som beskrevs av Edwards 1923. Dicranomyia cubitalis ingår i släktet Dicranomyia och familjen småharkrankar. Inga underarter finns listade i Catalogue of Life.